# クリストフォロ・ランディーノ

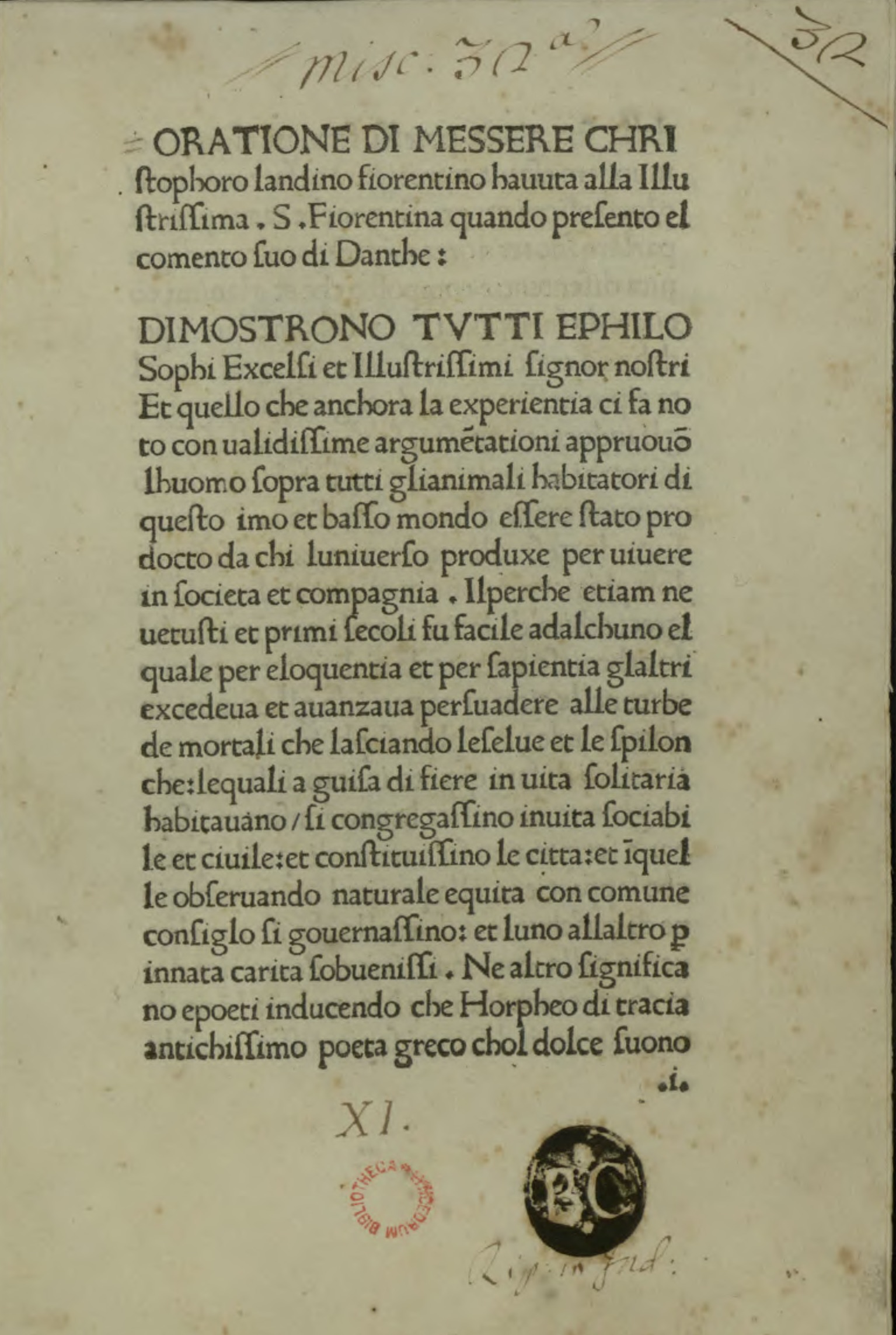
Orazione alla Signoria fiorentina

クリストフォロ・ランディーノ（Christoforo Landino 1424年 - 1498年9月24日）は、イタリア・ルネサンスの人文主義者。メディチ家のプラトン・アカデミーに集まった人物の一人。
ネオプラトニズムの立場からダンテ『神曲』の注釈書を著し、当時の知識人に大きな影響を与えた。彫刻家ミケランジェロもランディーノの著作から多くを学んだと言われる。
- 『神曲』の注釈書（1481年版）で木星と土星が接近する1484年に世界の再生が訪れるという説を唱えた。
- 1468年にはカマルドリ修道院でフィチーノ、アルベルティらにより「至高の善」をめぐる討論会が開かれた。ランディーノの『カマルドリ論談』はその記録である。